# Arrondissement Chambéry
Das Arrondissement Chambéry ist eine Verwaltungseinheit des Départements Savoie innerhalb der französischen Region Auvergne-Rhône-Alpes. Präfektur ist Chambéry.
Im Arrondissement liegen zwölf Wahlkreise (Kantone) und 151 Gemeinden.

## Wahlkreise
| - Kanton Aix-les-Bains-1 - Kanton Aix-les-Bains-2 - Kanton Bugey savoyard - Kanton Chambéry-1 - Kanton Chambéry-2 - Kanton Chambéry-3 | - Kanton La Motte-Servolex - Kanton La Ravoire - Kanton Le Pont-de-Beauvoisin - Kanton Montmélian - Kanton Saint-Alban-Leysse - Kanton Saint-Pierre-d’Albigny (mit 14 von 25 Gemeinden) |

## Gemeinden
Die Gemeinden des Arrondissements Chambéry sind:
| 1. Aiguebelette-le-Lac (73001)        | 2. Aillon-le-Jeune (73004)            | 3. Aillon-le-Vieux (73005)         | 4. Aix-les-Bains (73008)                   |
| 5. Apremont (73017)                   | 6. Arbin (73018)                      | 7. Arith (73020)                   | 8. Arvillard (73021)                       |
| 9. Attignat-Oncin (73022)             | 10. Avressieux (73025)                | 11. Ayn (73027)                    | 12. La Balme (73028)                       |
| 13. Barberaz (73029)                  | 14. Barby (73030)                     | 15. Bassens (73031)                | 16. La Bauche (73033)                      |
| 17. Bellecombe-en-Bauges (73036)      | 18. Belmont-Tramonet (73039)          | 19. Betton-Bettonet (73041)        | 20. Billième (73042)                       |
| 21. La Biolle (73043)                 | 22. Bourdeau (73050)                  | 23. Le Bourget-du-Lac (73051)      | 24. Bourget-en-Huile (73052)               |
| 25. Bourgneuf (73053)                 | 26. La Bridoire (73058)               | 27. Brison-Saint-Innocent (73059)  | 28. Challes-les-Eaux (73064)               |
| 29. Chambéry (73065)                  | 30. Chamousset (73068)                | 31. Chamoux-sur-Gelon (73069)      | 32. Champagneux (73070)                    |
| 33. Champ-Laurent (73072)             | 34. Chanaz (73073)                    | 35. La Chapelle-Blanche (73075)    | 36. La Chapelle-du-Mont-du-Chat (73076)    |
| 37. La Chapelle-Saint-Martin (73078)  | 38. Châteauneuf (73079)               | 39. Le Châtelard (73081)           | 40. La Chavanne (73082)                    |
| 41. Chignin (73084)                   | 42. Chindrieux (73085)                | 43. Cognin (73087)                 | 44. Coise-Saint-Jean-Pied-Gauthier (73089) |
| 45. La Compôte (73090)                | 46. Conjux (73091)                    | 47. Corbel (73092)                 | 48. La Croix-de-la-Rochette (73095)        |
| 49. Cruet (73096)                     | 50. Curienne (73097)                  | 51. Les Déserts (73098)            | 52. Détrier (73099)                        |
| 53. Domessin (73100)                  | 54. Doucy-en-Bauges (73101)           | 55. Drumettaz-Clarafond (73103)    | 56. Dullin (73104)                         |
| 57. Les Échelles (73105)              | 58. École (73106)                     | 59. Entrelacs (73010)              | 60. Entremont-le-Vieux (73107)             |
| 61. Fréterive (73120)                 | 62. Gerbaix (73122)                   | 63. Grésy-sur-Aix (73128)          | 64. Hauteville (73133)                     |
| 65. Jacob-Bellecombette (73137)       | 66. Jarsy (73139)                     | 67. Jongieux (73140)               | 68. Laissaud (73141)                       |
| 69. Lépin-le-Lac (73145)              | 70. Lescheraines (73146)              | 71. Loisieux (73147)               | 72. Lucey (73149)                          |
| 73. Marcieux (73152)                  | 74. Méry (73155)                      | 75. Meyrieux-Trouet (73156)        | 76. Les Mollettes (73159)                  |
| 77. Montagnole (73160)                | 78. Montcel (73164)                   | 79. Montendry (73166)              | 80. Montmélian (73171)                     |
| 81. La Motte-en-Bauges (73178)        | 82. La Motte-Servolex (73179)         | 83. Motz (73180)                   | 84. Mouxy (73182)                          |
| 85. Myans (73183)                     | 86. Nances (73184)                    | 87. Novalaise (73191)              | 88. Le Noyer (73192)                       |
| 89. Ontex (73193)                     | 90. Planaise (73200)                  | 91. Le Pont-de-Beauvoisin (73204)  | 92. Le Pontet (73205)                      |
| 93. Porte-de-Savoie (73151)           | 94. Presle (73207)                    | 95. Pugny-Chatenod (73208)         | 96. Puygros (73210)                        |
| 97. La Ravoire (73213)                | 98. Rochefort (73214)                 | 99. Rotherens (73217)              | 100. Ruffieux (73218)                      |
| 101. Saint-Alban-de-Montbel (73219)   | 102. Saint-Alban-Leysse (73222)       | 103. Saint-Baldoph (73225)         | 104. Saint-Béron (73226)                   |
| 105. Saint-Cassin (73228)             | 106. Saint-Christophe (73229)         | 107. Saint-Franc (73233)           | 108. Saint-François-de-Sales (73234)       |
| 109. Saint-Genix-les-Villages (73236) | 110. Saint-Jean-d’Arvey (73243)       | 111. Saint-Jean-de-Chevelu (73245) | 112. Saint-Jean-de-Couz (73246)            |
| 113. Saint-Jean-de-la-Porte (73247)   | 114. Saint-Jeoire-Prieuré (73249)     | 115. Saint-Offenge (73263)         | 116. Saint-Ours (73265)                    |
| 117. Saint-Paul (73269)               | 118. Saint-Pierre-d’Albigny (73270)   | 119. Saint-Pierre-d’Alvey (73271)  | 120. Saint-Pierre-de-Curtille (73273)      |
| 121. Saint-Pierre-d’Entremont (73274) | 122. Saint-Pierre-de-Genebroz (73275) | 123. Saint-Pierre-de-Soucy (73276) | 124. Saint-Sulpice (73281)                 |
| 125. Saint-Thibaud-de-Couz (73282)    | 126. Sainte-Hélène-du-Lac (73240)     | 127. Sainte-Marie-d’Alvey (73254)  | 128. Sainte-Reine (73277)                  |
| 129. Serrières-en-Chautagne (73286)   | 130. Sonnaz (73288)                   | 131. La Table (73289)              | 132. Thoiry (73293)                        |
| 133. La Thuile (73294)                | 134. Traize (73299)                   | 135. Tresserve (73300)             | 136. Trévignin (73301)                     |
| 137. La Trinité (73302)               | 138. Valgelon-La Rochette (73215)     | 139. Verel-de-Montbel (73309)      | 140. Verel-Pragondran (73310)              |
| 141. Le Verneil (73311)               | 142. Verthemex (73313)                | 143. Villard-d’Héry (73314)        | 144. Villard-Léger (73315)                 |
| 145. Villard-Sallet (73316)           | 146. Villaroux (73324)                | 147. Vimines (73326)               | 148. Vions (73327)                         |
| 149. Viviers-du-Lac (73328)           | 150. Voglans (73329)                  | 151. Yenne (73330)                 |                                            |

## Ehemalige Gemeinden seit der landesweiten Neuordnung der Arrondissements
- Bis 2015: Albens, Cessens, Épersy, Mognard, Saint-Germain-la-Chambotte, Saint-Girod
- Bis 2018: Les Marches, Francin, Saint-Genix-sur-Guiers, Gresin, Saint-Maurice-de-Rotherens, La Rochette, Étable